# Selma-Lagerlöf-Preis
Der Selma-Lagerlöf-Preis ist ein mit 100.000 schwedischen Kronen dotierter Literaturpreis, der von der Stiftung „Selma Lagerlöf-Literaturpreis“ in Sunne in Värmland seit 1984 jährlich verliehen wird. Die Preisverleihung findet im Zusammenhang mit der Kulturwoche in Sunne am 13. August statt. Die Wahl der zu ehrenden Schriftstellerinnen oder Schriftsteller führt eine Jury durch, an der Schriftsteller, Kulturjournalisten und Literaturwissenschaftler beteiligt sind. Geehrt werden Literaten, die die Tradition von Selma Lagerlöf am Leben erhalten.

## Preisträger
- 1984: Birgitta Trotzig
- 1985: Sara Lidman
- 1986: Astrid Lindgren
- 1987: Göran Tunström
- 1988: Lars Ahlin
- 1989: Kerstin Ekman
- 1990: Lars Andersson
- 1991: Lars Gyllensten
- 1992: Tove Jansson
- 1993: Georg Henrik von Wright
- 1994: Stig Claesson
- 1995: Ulla Isaksson
- 1996: Rolf Edberg
- 1997: Per Olov Enquist
- 1998: Göran Palm
- 1999: Kristina Lugn
- 2000: Torgny Lindgren
- 2001: Agneta Pleijel
- 2002: Peter Englund
- 2003: Per Christian Jersild
- 2004: Sigrid Combüchen
- 2005: Birgitta Stenberg
- 2006: Lars Jakobson
- 2007: Barbro Lindgren
- 2008: John Ajvide Lindqvist
- 2009: Lars Gustafsson
- 2010: Jan Lööf
- 2011: Ellen Mattson
- 2012: Klas Östergren
- 2013: Kjell Johansson
- 2014: Lotta Lotass
- 2015: Stewe Claeson
- 2016: Sara Stridsberg
- 2017: Lars Norén
- 2018: Carola Hansson
- 2019: Kristina Sandberg
- 2020: Monika Fagerholm
- 2021: Niklas Rådström
- 2022: Inger Edelfeldt
- 2023: Bengt Berg
- 2024: Steve Sem-Sandberg